# Nocturno (album)
Nocturno je 16. album grupe Crvena jabuka. Album sadrži 16 pjesama, među kojima su akustična i električna verzija naslovne skladbe, hitovi Berlin, Bulevar kaldrma, Čuj to, Pijane noći i Grade moj.
Objavljen je u studenom 2018. u izdanju Croatia Recordsa.

## O albumu
Album je snimljen 2018. godine. Mirko Šenkovski Džeronimo, autor glazbe i teksta u većini skladba, Dragomir Herendić, Samir Ćeramida, Ismar Porić, Laris Pašalić, Zvjezdan Marjanović, Miroslav Pilj te Dražen Žerić Žera, koautor na aranžmanima svih skladbi i koproducent albuma, radio je na ovom albumu.

## Zanimljivosti
Skladba “Berlin” nastala je davne 1994. godine.  Zanimljivo je da sam te godine napisao i “Čardak” koji je kasnije otpjevao Halid Bešlić.

## Vanjske poveznice
- Nocturno na Discogsu